# Uranomitra
Uranomitra  is een geslacht van vogels uit de familie kolibries (Trochilidae) en de geslachtengroep Trochilini (briljantkolibries). Er is één soort: 
- Uranomitra franciae  – Andesamazilia